# House tropical
El house tropical, también conocido como tropical house o trop house, es un subgénero del deep house, con elementos del dancehall, balearic trance y balearic house  creando atmósferas veraniegas y playeras. Los artistas del género se dieron a conocer en festivales diversos como Tomorrowland y se popularizó gracias a artistas como Thomas Jack, Kygo, Matoma, Major Lazer, Lost Frequencies, Sigala, DJ Snake y Klingande. 
El término «house tropical» empezó como una broma del productor australiano Thomas Jack, pero desde entonces fue obteniendo popularidad entre los oyentes.

## Historia
Entre mediados y finales de la década de los 2000, Bob Sinclar e Yves Larock obtuvieron éxitos a nivel internacional con temas que incluían elementos característicos del house tropical, al igual que «Stereo Love» de Edward Maya y Vika Jigulina en 2010. En 2012, Unicorn Kid creó el tropical rave, una forma más rápida del género, el cual sería conocido como house tropical. Aun así, no fue hasta 2013 que el género creó tendencia gracias a temas como «Sun Don't Shine»  de Klangkarussell o «Lean On» de Major Lazer y por la aparición de productores como Kygo y Robin Schulz. Durante 2014 y 2015, productores como Lost Frequencies, Felix Jaehn, Seeb, Jax Jones, Sigala, Klingande y DJ Snake también consiguieron relevancia internacional.

## Características
El house tropical es un subgénero del deep house, el cual es, a su vez, un subgénero de la música house, por lo que posee sus características principales, como la instrumentación con sintetizador, y un patrón rítmico 4/4. 
Las características diferenciadoras son; un sonido más relajante pero a la vez emotivo, un tempo un poco más lento, la no utilización del efecto de compresión de bombeo del big room electro house y el uso de instrumentos tropicales como tambores de acero, marimba o incluso la flauta de pan siendo influencias del dancehall y suele usarse los patrones del ritmo dembow, propio delreguetón.